# Burrow Mump
Burrow Mump är ett slott i Storbritannien.   Det ligger i grevskapet Somerset och riksdelen England, i den södra delen av landet, 200 km väster om huvudstaden London. Burrow Mump ligger 13 meter över havet.
Terrängen runt Burrow Mump är platt. Runt Burrow Mump är det ganska tätbefolkat, med 160 invånare per kvadratkilometer. Närmaste större samhälle är Taunton, 14,4 km väster om Burrow Mump. Trakten runt Burrow Mump består i huvudsak av gräsmarker.